# Oskar Üpraus
Oskar Üpraus (ur. 12 października 1898 w Keili, zm. 5 sierpnia 1968 w Tallinnie) – estoński piłkarz grający na pozycji napastnika.

## Lata młodości
W młodości trenował bandy i baseball. Piłkę nożną zaczął uprawiać w 1915 roku w Olümpii Tallin.

## Kariera klubowa
W latach 1920–1927 grał w Tallinna Sport.

## Kariera reprezentacyjna
W latach 1920–1927 rozegrał 26 meczów w reprezentacji Estonii i strzelił 7 goli. W 1924 wraz z kadrą wystąpił na igrzyskach olimpijskich, na których rozegrał 1 spotkanie, a estońska reprezentacja zajęła 17. miejsce.

## Losy po zakończeniu kariery
Po zakończeniu kariery pracował jako sędzia piłkarski.